# ترانه‌شناسی محسن چاوشی
در زیر فهرست کاملی از ترانه‌های اجرا شده و آلبوم‌های ساخته‌شده توسط محسن چاوشی قرار دارد.

## آلبوم‌ها

### نفرین(۱۳۸۲)
| نام ترانه    | ترانه‌سرا      | آهنگساز    | تنظیم کننده |
| ------------ | ------------- | ---------- | ----------- |
| نفرین        | مریم حیدرزاده | محسن چاوشی | محسن چاوشی  |
| کفتر چاهی    | حسین صفا      | محسن چاوشی | محسن چاوشی  |
| فاصله        | محسن چاوشی    | محسن چاوشی | محسن چاوشی  |
| مرگ          | حمید مصدق     | محسن چاوشی | محسن چاوشی  |
| لیلی و مجنون | مژگان عباسی   | محسن چاوشی | محسن چاوشی  |
| راه دشوار    | مریم حیدرزاده | محسن چاوشی | محسن چاوشی  |
| مسافر غریبه  | ستاره کاظمی   | محسن چاوشی | محسن چاوشی  |
| غریب مادر    | مریم حیدرزاده | محسن چاوشی | محسن چاوشی  |

### خودکشی ممنوع(۱۳۸۴)
| نام ترانه      | ترانه‌سرا    | آهنگساز    | تنظیم کننده |
| -------------- | ----------- | ---------- | ----------- |
| خودکشی ممنوع   | بهاره مکرم  | محسن چاوشی | رضا فوادیان |
| آهای خبر نداری | محسن یگانه  | محسن یگانه | محسن چاوشی  |
| امام رضا       | امیر ارجینی | محسن چاوشی | محسن چاوشی  |
| حسرت خیس       | محسن چاوشی  | محسن چاوشی | محسن چاوشی  |
| کلاف زندگی     | حسین صفا    | محسن چاوشی | محسن چاوشی  |
| صبوری          | امیر ارجینی | محسن چاوشی | محسن چاوشی  |
| تو و فاصله     | امیر ارجینی | محسن چاوشی | محسن چاوشی  |
| بانوی من       | امیر ارجینی | محسن چاوشی | محسن چاوشی  |
| خشخاش          | محسن چاوشی  | محسن چاوشی | محسن چاوشی  |

### لنگه کفش(۱۳۸۴)
| نام ترانه        | ترانه‌سرا    | آهنگساز    | تنظیم کننده |
| ---------------- | ----------- | ---------- | ----------- |
| لنگه کفش         | حسین صفا    | محسن چاوشی | رضا فوادیان |
| بچه‌های اهواز     | حسین صفا    | محسن چاوشی | رضا فوادیان |
| تنگ بلوری        | امیر ارجینی | محسن چاوشی | رضا فوادیان |
| عشق دوحرفی       | امیر ارجینی | محسن چاوشی | رضا فوادیان |
| خاطره‌های مرده    | حسین صفا    | محسن چاوشی | رضا فوادیان |
| کوچه هم تموم نشه | حسین صفا    | محسن چاوشی | رضا فوادیان |
| گیسو طلا         | حسین صفا    | محسن چاوشی | رضا فوادیان |

### متأسفم(۱۳۸۵)
| نام ترانه    | ترانه‌سرا    | آهنگساز    | تنظیم‌کننده               |
| ------------ | ----------- | ---------- | ------------------------ |
| عروس من      | حسین صفا    | محسن چاوشی | شهاب اکبری و عابد بسطامی |
| نفس‌بریده     | محسن چاوشی  | محسن چاوشی | شهاب اکبری               |
| ابرای پاییزی | امیر ارجینی | محسن چاوشی | شهاب اکبری               |
| خیانت        | ترانه مکرم  | محسن چاوشی | شهاب اکبری               |
| کم‌تحمل       | حسین صفا    | محسن چاوشی | شهاب اکبری               |
| متاسفم       | حسین صفا    | محسن چاوشی | شهاب اکبری               |
| گل سر        | یاحا کاشانی | محسن چاوشی | شهاب اکبری               |
| پرنده        | امیر ارجینی | محسن چاوشی | شهاب اکبری               |
| فلسطین       | امیر ارجینی | محسن چاوشی | شهاب اکبری               |

### سنتوری(۱۳۸۶/۱۳۹۰)
| نام ترانه     | ترانه‌سرا    | آهنگساز    | تنظیم کننده   |
| ------------- | ----------- | ---------- | ------------- |
| سنگ صبور      | امیر ارجینی | محسن چاوشی | اردوان کامکار |
| تنها بودن     | حسین صفا    | محسن چاوشی | اردوان کامکار |
| خیانت         | ترانه مکرم  | محسن چاوشی | اردوان کامکار |
| من با تو خوشم | امیر ارجینی | محسن چاوشی | اردوان کامکار |

### یه شاخه نیلوفر(۱۳۸۷)
| نام ترانه      | ترانه‌سرا       | آهنگساز    | تنظیم کننده   |
| -------------- | -------------- | ---------- | ------------- |
| یه شاخه نیلوفر | حسین صفا       | محسن چاوشی | محمدرضا آهاری |
| کجاست؟ بگو!    | حسین صفا       | محسن چاوشی | محمدرضا آهاری |
| تبریک          | امیر ارجینی    | محسن چاوشی | محمدرضا آهاری |
| چرا؟           | امیر ارجینی    | محسن چاوشی | محمدرضا آهاری |
| قلهٔ خوشبختی    | حسین صفا       | محسن چاوشی | محمدرضا آهاری |
| هفته‌های تلخ من | محسن چاوشی     | محسن چاوشی | محمدرضا آهاری |
| خاکستر         | حسین صفا       | محسن چاوشی | محمدرضا آهاری |
| ناز            | امیر ارجینی    | محسن چاوشی | محمدرضا آهاری |
| تو که نیستی    | اسلام ولی‌محمدی | محسن چاوشی | محمدرضا آهاری |
| دلتنگی         | امیر ارجینی    | محسن چاوشی | محمدرضا آهاری |
| بغض            | حسین صفا       | محسن چاوشی | محمدرضا آهاری |
| عصا            | حسین صفا       | محسن چاوشی | محمدرضا آهاری |

### ژاکت(۱۳۸۸)
| نام ترانه     | ترانه‌سرا       | آهنگساز    | تنظیم کننده   |
| ------------- | -------------- | ---------- | ------------- |
| بازار خرمشهر  | علی مهرگان     | محسن چاوشی | شهاب اکبری    |
| چار دیواری    | امیر ارجینی    | محسن چاوشی | محسن چاوشی    |
| اسیری         | امیر ارجینی    | محسن چاوشی | محسن چاوشی    |
| دور آخر       | حسین صفا       | محسن چاوشی | محسن چاوشی    |
| حراج          | امیر ارجینی    | محسن چاوشی | محسن چاوشی    |
| خنده          | حسین صفا       | محسن چاوشی | محمدرضا آهاری |
| کی بهت خندیده | محسن چاوشی     | محسن چاوشی | شهاب اکبری    |
| لولای شکسته   | کیکاووس یاکیده | محسن چاوشی | محمدرضا آهاری |
| بخون امشب     | حسین صفا       | محسن چاوشی | محسن چاوشی    |
| دلشوره        | امیر ارجینی    | محسن چاوشی | محمدرضا آهاری |
| دریاچه مرده   | امیر ارجینی    | محسن چاوشی | محسن چاوشی    |
| ژاکت          | محسن چاوشی     | محسن چاوشی | محسن چاوشی    |
|               |                |            |               |

### حریص(۱۳۸۹)
| نام ترانه      | ترانه‌سرا    | آهنگساز    | تنظیم کننده    |
| -------------- | ----------- | ---------- | -------------- |
| چمدون          | امیر ارجینی | محسن چاوشی | کوشان حداد     |
| پروانه‌ها       | حسین صفا    | محسن چاوشی | محسن چاوشی     |
| غیر معمولی     | علی بحرینی  | محسن چاوشی | کوشان حداد     |
| بوف کور        | امیر ارجینی | محسن چاوشی | امیرحسین سرگزی |
| غم و شادی      | امیر ارجینی | محسن چاوشی | شهاب اکبری     |
| حریص           | امیر ارجینی | محسن چاوشی | کوشان حداد     |
| پرنده غمگین    | حسین صفا    | محسن چاوشی | امید حجت       |
| زیبایی         | امیر ارجینی | محسن چاوشی | کوشان حداد     |
| بادبادکای رنگی | امیر ارجینی | محسن چاوشی | شهاب اکبری     |
| کافه‌های شلوغ   | حسین صفا    | محسن چاوشی | محسن چاوشی     |
| دلم تنهاس      | امیر ارجینی | محسن چاوشی | شهاب اکبری     |

### پرچم سفید(۱۳۹۰)
| نام ترانه       | ترانه‌سرا       | آهنگساز    | تنظیم کننده   |
| --------------- | -------------- | ---------- | ------------- |
| مردم آزار       | حسین صفا       | محسن چاوشی | سینا حجازی    |
| جوابم نکن       | حسین صفا       | محسن چاوشی | شهاب اکبری    |
| خوان هفتصد      | اسلام ولی‌محمدی | محسن چاوشی | امیر جمال فرد |
| با من بمون      | حسین صفا       | محسن چاوشی | محسن چاوشی    |
| خواب بعد از ظهر | حسین صفا       | محسن چاوشی | سینا حجازی    |
| بگو مگو         | حسین صفا       | محسن چاوشی | امیر جمال فرد |
| قطار            | حسین صفا       | محسن چاوشی | کوشان حداد    |
| پرچم سفید       | حسین صفا       | محسن چاوشی | محسن چاوشی    |
| تقاص            | حسین صفا       | محسن چاوشی | محسن چاوشی    |
| هر روز پاییزه   | حسین صفا       | محسن چاوشی | محسن چاوشی    |

### من خود آن سیزدهم(۱۳۹۱)
| نام ترانه             | ترانه‌سرا      | آهنگساز    | تنظیم کننده   |
| --------------------- | ------------- | ---------- | ------------- |
| غلط کردم غلط          | وحشی بافقی    | محسن چاوشی | امیر جمال فرد |
| کو به کو              | مولانا        | محسن چاوشی | شهاب اکبری    |
| رمیدیم                | وحشی بافقی    | محسن چاوشی | کوشان حداد    |
| نگار                  | باباطاهر      | محسن چاوشی | شهاب اکبری    |
| ستمگر                 | شهریار        | محسن چاوشی | کوشان حداد    |
| شیرمردا               | مولانا        | محسن چاوشی | محسن چاوشی    |
| من خود آن سیزدهم      | شهریار        | محسن چاوشی | شهاب اکبری    |
| قراضه چین (ای عاشقان) | مولانا        | محسن چاوشی | محسن چاوشی    |
| بهرام گور             | خیام نیشابوری | محسن چاوشی | شهاب اکبری    |

### پاروی بی قایق(۱۳۹۳)
| نام ترانه     | ترانه‌سرا    | آهنگساز    | تنظیم کننده   |
| ------------- | ----------- | ---------- | ------------- |
| دزیره         | روزبه بمانی | محسن چاوشی | امیر جمال فرد |
| قهوه قجری     | روزبه بمانی |            | محسن چاوشی    |
| جز            | حسین صفا    | محسن چاوشی | محسن چاوشی    |
| تفنگ سرپر     | حسین غیاثی  | محسن چاوشی | محسن چاوشی    |
| خواب          | حسین صفا    | محسن چاوشی | امیر جمال فرد |
| پاروی بی قایق | حسین صفا    | محسن چاوشی | امید حجت      |
| یه خونه کوچیک | حسین صفا    | محسن چاوشی | محسن چاوشی    |
| کلنجار        | حسین صفا    | محسن چاوشی | محسن چاوشی    |
| یوسف          | حسین صفا    | محسن چاوشی | کوشان حداد    |
| وصیت          | حسین صفا    | محسن چاوشی | محسن چاوشی    |

### امیر بی‌گزند(۱۳۹۵)
| نام ترانه     | ترانه‌سرا         | آهنگساز    | تنظیم کننده   |
| ------------- | ---------------- | ---------- | ------------- |
| امیر بی‌گزند   | مولانا           | محسن چاوشی | محسن چاوشی    |
| دل من         | مولانا           | محسن چاوشی | بهروز صفاریان |
| چنگیز         | علی‌اکبر یاغی‌تبار | محسن چاوشی | بهروز صفاریان |
| این کیست این؟ | مولانا           | محسن چاوشی | محسن چاوشی    |
| جنگ زده       | پدرام پاریزی     | محسن چاوشی | فرشاد حسامی   |
| شیدایی        | مولانا           | محسن چاوشی | کوشان حداد    |
| شاه مقصود     | حسین صفا         | محسن چاوشی | عادل روح نواز |
| پریشان        | سعدی             | محسن چاوشی | محسن چاوشی    |
| شرمساری       | حسین صفا         | محسن چاوشی | بابک نقوی     |
| آخرین اتوبوس  | حسین صفا         | محسن چاوشی | فرشاد حسامی   |
| تریاق         | مولانا           | محسن چاوشی | محسن چاوشی    |
| متصل          | مولانا           | محسن چاوشی | محسن چاوشی    |

### ابراهیم(۱۳۹۷)
| نام ترانه                    | ترانه سرا | آهنگساز    | تنظیم کننده |
| ---------------------------- | --------- | ---------- | ----------- |
| ببر به نام خداوندت           | حسین صفا  | محسن چاوشی | محسن چاوشی  |
| تو در مسافت بارانی           | حسین صفا  | محسن چاوشی | شهاب اکبری  |
| در آستانه پیری               | حسین صفا  | محسن چاوشی | محسن چاوشی  |
| همراه خاک اره                | حسین صفا  | محسن چاوشی | محسن چاوشی  |
| لطفا به بند اول سبابه ات بگو | حسین صفا  | محسن چاوشی | فرشاد حسامی |
| ای ماه مهر                   | حسین صفا  | محسن چاوشی | فرشاد حسامی |
| ما بزرگ و نادانیم            | حسین صفا  | محسن چاوشی | محسن چاوشی  |
| جهان فاسد مردم را            | حسین صفا  | محسن چاوشی | شهاب اکبری  |

### بی‌نام(۱۳۹۸)
| نام ترانه      | ترانه سرا          | آهنگساز    | تنظیم کننده |
| -------------- | ------------------ | ---------- | ----------- |
| قند منی        | مولانا             | محسن چاوشی | محسن چاوشی  |
| گنجشک پریده    | سعدی               | محسن چاوشی | محسن چاوشی  |
| بر سلطان       | مولانا             | محسن چاوشی | محسن چاوشی  |
| چنگ            | فصیح الزمان شیرازی | محسن چاوشی | محسن چاوشی  |
| قمار باز       | مولانا             | محسن چاوشی | محسن چاوشی  |
| عقل و خرد      | مولانا             | محسن چاوشی | محسن چاوشی  |
| زاهد           | مولانا             | محسن چاوشی | محسن چاوشی  |
| بازآمدم        | مولانا             | محسن چاوشی | محسن چاوشی  |
| من ندانستم     | سعدی/وحشی بافقی    | محسن چاوشی | محسن چاوشی  |
| قوم به حج رفته | مولانا             | محسن چاوشی | محسن چاوشی  |
| راز            | سعدی               | محسن چاوشی | محسن چاوشی  |

## تک‌آهنگ‌های غیررسمی
| نام ترانه              | ترانه‌سرا          | آهنگساز         | تنظیم‌کننده    | سال  | همخوان                                         | نکات |
| ---------------------- | ----------------- | --------------- | ------------- | ---- | ---------------------------------------------- | --- |
| شعر سپید               | امیر ارجینی       | محسن چاوشی      | محسن چاوشی    | ۱۳۸۴ | -                                              | این آهنگ یکی از قطعات آلبوم خودکشی ممنوع بود اما همراه این آلبوم لو نرفته و کمی بعد از آن به‌صورت تک‌آهنگ به پخش رسید                                                                          |
| سه‌شنبه‌‌ها               | حسین صفا          | محسن چاوشی      | رضا فوادیان   | ۱۳۸۴ | -                                              | وکال معرفی ابتدایی قطعه: حامد هاکان |
| خاطره‌‌های مرده          | حسین صفا          | محسن چاوشی      | محسن چاوشی    | ۱۳۸۴ | -                                              | ورژن اولیه |
| قاتل حرفه‌ای            | حامد هاکان        | حامد هاکان      | رضا فوادیان   | ۱۳۸۴ | حامد هاکان                                     | ورژن شروع وکال با محسن چاوشی |
| قاتل حرفه‌ای ۲          | حامد هاکان        | حامد هاکان      | رضا فوادیان   | ۱۳۸۴ | حامد هاکان                                     | از آلبوم قاتل حرفه‌ای ۲ حامد هاکان |
| قید منو دیگه بزن       | امیرحسین اقبالی   | امیرحسین اقبالی | رضا فوادیان   | ۱۳۸۴ | حامد هاکان                                     | از آلبوم قاتل حرفه‌ای ۲ حامد هاکان |
| شهد مسموم              | حامد هاکان        | محسن چاوشی      | محسن چاوشی    | ۱۳۸۴ | حامد هاکان                                     | از آلبوم قاتل حرفه‌ای ۲ حامد هاکان |
| نشکن دلمو              | محسن یگانه        | محسن یگانه      | محسن چاوشی    | ۱۳۸۴ | محسن یگانه / حامد هاکان                        | از آلبوم سال کبیسه محسن یگانه |
| تهمت ناروا             | امیر ارجینی       | محسن چاوشی      | محسن چاوشی    | ۱۳۸۴ | محسن یگانه                                     | وکال معرفی ابتدایی قطعه: حامد هاکان |
| اسپانیایی              | محسن چاوشی        | محسن چاوشی      | محسن چاوشی    | ۱۳۸۴ | -                                              | اجرای زنده |
| غزل خون                | مریم حیدرزاده     | محسن چاوشی      | محسن چاوشی    | ۱۳۸۴ | -                                              | - |
| دل                     | مریم حیدرزاده     | محسن چاوشی      | محسن چاوشی    | ۱۳۸۴ | حامد هاکان                                     | - |
| راه کربلا              | امیر ارجینی       | محسن چاوشی      | محسن چاوشی    | ۱۳۸۴ | -                                              | - |
| کلاف                   | حسین صفا          | محسن چاوشی      | محسن چاوشی    | ۱۳۸۴ | محسن یگانه                                     | ورژن اولیه |
| وقتی رفتی              | محسن یگانه        | محسن یگانه      | رضا فوادیان   | ۱۳۸۴ | محسن یگانه                                     | از آلبوم وقتی رفتی محسن یگانه |
| تو این زمونه           | شهرام شب‌پره       | فریدون خشنود    | محسن چاوشی    | ۱۳۸۴ | حامد هاکان                                     | بازخوانی آهنگ «وای وای» اثر شهرام شبپره؛ آهنگساز: فریدون خشنود |
| پنجرهٔ شب ایرونی        | ترانه مکرم        | محسن چاوشی      | محسن چاوشی    | ۱۳۸۵ | امید عامری / مهدی مقدم                         | از آلبوم پشت صحنه‌ی زندگی امید عامری |
| پشت صحنه               | ترانه مکرم        | محسن چاوشی      | محسن چاوشی    | ۱۳۸۵ | امید عامری                                     | از آلبوم پشت صحنه‌ی زندگی امید عامری - ورژن اسلو |
| پشت صحنه‌ی زندگی        | ترانه مکرم        | محسن چاوشی      | ارژنگ حقانی   | ۱۳۸۵ | امید عامری/ فرزاد فرزین/ مهدی مدرس / مهدی مقدم | از آلبوم پشت صحنه‌ی زندگی امید عامری - ورژن ترنس |
| نمی‌تونم                | حسین صفا          | محسن چاوشی      | محسن چاوشی    | ۱۳۸۵ | -                                              | - |
| خودفریبی               | امیر ارجینی       | محسن چاوشی      | محسن چاوشی    | ۱۳۸۵ | محسن یگانه                                     | - |
| رفیق خوب               | امیر ارجینی       | محسن چاوشی      | محسن چاوشی    | ۱۳۸۵ | -                                              | - |
| توبه‌نامه               | ژولیده نیشابوری   | محسن چاوشی      | محسن چاوشی    | ۱۳۸۵ | -                                              | - |
| نفس‌بریده               | محسن چاوشی        | محسن چاوشی      | شهاب اکبری    | ۱۳۸۵ | محسن یگانه                                     | ورژن اولیه |
| مجبور                  | امیر ارجینی       | محسن چاوشی      | محمدرضا آهاری | ۱۳۸۷ | -                                              | - |
| بغض                    | حسین صفا          | محسن چاوشی      | محمدرضا آهاری | ۱۳۸۷ | -                                              | - |
| توی شهری که تو نیستی   | امیر ارجینی       | محسن چاوشی      | محسن چاوشی    | ۱۳۸۷ | -                                              | - |
| تو ناز می‌کنی           | امیر ارجینی       | محسن چاوشی      | محسن چاوشی    | ۱۳۸۷ | -                                              | - |
| هق‌هق                   | ترانه مکرم        | محسن چاوشی      | محسن چاوشی    | ۱۳۸۷ | -                                              | - |
| بهشت من                | شایا تجلی         | محسن چاوشی      | محسن چاوشی    | ۱۳۸۷ | -                                              | - |
| صندلی انتظار           | شایا تجلی         | محسن چاوشی      | محسن چاوشی    | ۱۳۸۷ | -                                              | - |
| پایان بی‌آغاز           | محسن چاوشی        | محسن چاوشی      | محسن چاوشی    | ۱۳۸۷ | -                                              | - |
| ابرای پاییزی           | امیر ارجینی       | محسن چاوشی      | محسن چاوشی    | ۱۳۸۷ | امیر ارجینی                                    | - |
| توی شهری که تو نیستی ۲ | امیر ارجینی       | محسن چاوشی      | محسن چاوشی    | ۱۳۸۷ | -                                              | - |
| تئاتر زندگی            | حسین اکابری نژاد  | محسن چاوشی      | محسن چاوشی    | ۱۳۸۷ | -                                              | به‌همراه صدای میکس شدهٔ محسن یگانه |
| دلگیرم از او           | اسلام ولی‌محمدی    | محسن چاوشی      | محسن چاوشی    | ۱۳۸۷ | -                                              | - |
| تبر                    | لیلا رضایی        | محسن چاوشی      | محسن چاوشی    | ۱۳۸۷ | امید عامری                                     | از آلبوم عشق پوشالی امید عامری |
| ماه شبم                | حسین صفا          | محسن چاوشی      | محسن چاوشی    | ۱۳۸۷ | -                                              | - |
| تنها بودن              | حسین صفا          | محسن چاوشی      | محسن چاوشی    | ۱۳۸۷ | -                                              | ورژن اولیه بدون سنتور |
| تنها بودن              | حسین صفا          | محسن چاوشی      | محسن چاوشی    | ۱۳۸۷ | -                                              | ورژن پیانو |
| سنگ صبور               | امیر ارجینی       | محسن چاوشی      | محسن چاوشی    | ۱۳۸۹ | -                                              | ورژن بدون سنتور، این آهنگ بعدها توسط اردوان کامکار با ساز سنتور تنظیم مجدد شد |
| خیانت                  | ترانه مکرم        | محسن چاوشی      | محسن چاوشی    | ۱۳۸۹ | -                                              | ورژن بدون سنتور |
| من با تو خوشم          | امیر ارجینی       | محسن چاوشی      | محسن چاوشی    | ۱۳۸۹ | -                                              | ورژن بدون سنتور |
| متاسفم                 | حسین صفا          | محسن چاوشی      | محسن چاوشی    | ۱۳۸۹ | -                                              | ورژن اولیه |
| تئاتر زندگی ۲          | حسین اکابری نژاد  | محسن چاوشی      | محسن چاوشی    | ۱۳۹۰ | -                                              | - |
| من با تو خوشم          | امیر ارجینی       | محسن چاوشی      | محسن چاوشی    | ۱۳۹۰ | -                                              | ریمیکس |
| کابوس                  | امیر ارجینی       | محسن چاوشی      | محسن چاوشی    | ۱۳۹۰ | -                                              | - |
| ستمگر                  | شهریار            | محسن چاوشی      | محمدرضا آهاری | ۱۳۹۱ | -                                              | ورژن هاوس منتشرنشده در آلبوم من خود آن سیزدهم |
| ستمگر                  | شهریار            | محسن چاوشی      | محمدرضا آهاری | ۱۳۹۱ | -                                              | ورژن ترنس منتشرنشده در آلبوم من خود آن سیزدهم |
| غلط کردم غلط ۱         | وحشی بافقی        | محسن چاوشی      | محمدرضا آهاری | ۱۳۹۲ | -                                              | ورژن اولیه منتشرنشده در آلبوم من خود آن سیزدهم |
| نگار                   | باباطاهر          | محسن چاوشی      | محسن چاوشی    | ۱۳۹۲ | -                                              | ورژن اولیه منتشرنشده در آلبوم من خود آن سیزدهم |
| منو از یاد ببر         | حسین صفا          | محسن چاوشی      | محمدرضا آهاری | ۱۳۹۳ | -                                              | لو رفته در آلبوم اینترنتی منو از یاد ببر |
| پرندهٔ غمگین            | حسین صفا          | محسن چاوشی      | محمدرضا آهاری | ۱۳۹۳ | -                                              | ورژن پیانو - لو رفته در آلبوم اینترنتی منو از یاد ببر |
| انتقام                 | حسین صفا          | محسن چاوشی      | محمدرضا آهاری | ۱۳۹۳ | -                                              | لو رفته در آلبوم اینترنتی منو از یاد ببر |
| رقیب                   | حسین صفا          | محسن چاوشی      | محمدرضا آهاری | ۱۳۹۳ | -                                              | لو رفته در آلبوم اینترنتی منو از یاد ببر |
| زخم                    | حسین صفا          | محسن چاوشی      | محمدرضا آهاری | ۱۳۹۳ | -                                              | ریمیکس آهنگ زخم زبون - لو رفته در آلبوم اینترنتی منو از یاد ببر |
| کلید استجابت           | ژولیده نیشابوری   | محسن چاوشی      | محسن چاوشی    | ۱۳۹۳ | -                                              | ورژن متال آهنگ توبه نامه که در اصل برای آلبوم من خود آن سیزدهم ساخته شده بود و موفق به اخذ مجوز نشد - لو رفته در آلبوم اینترنتی منو از یاد ببر                                               |
| قراضه‌چین               | مولانا            | محسن چاوشی      | محسن چاوشی    | ۱۳۹۶ | حجت اشرف‌زاده                                   | نسخه اولیه |
| صید جگرخسته            | مولانا            | محسن چاوشی      | شهاب اکبری    | ۱۳۹۷ | -                                              | یکی از ترک‌های آلبوم من خود آن سیزدهم که موفق به اخذ مجوز نشد و بعدها لو رفت |
| مسلخ                   | علی اکبر یاغی‌تبار | محسن چاوشی      | محسن چاوشی    | ۱۳۹۷ | -                                              | نام دیگر این ترک دبی می‌باشد که توسط محسن چاوشی با مضمونی انتقادی و اجتماعی ساخته شد و قرار بود با موزیک‌ویدیویی از سوی مؤسسهٔ اوج پخش شود که در شهریور ماه سال ۱۳۹۷ توسط عده ای ناشناس لو رفت. |
| توبه‌نامه ۳             | ژولیده نیشابوری   | محسن چاوشی      | محسن چاوشی    | ۱۳۹۸ | -                                              | ورژن متفاوت از آهنگ توبه نامه که نسخه اولیه آن در سال ۸۵ منتشر شده بود، و ورژن متال آن نیز در آلبوم اینترنتی منو از یاد ببر لو رفته بود.                                                     |
| سنگ صبور               | امیر ارجینی       | محسن چاوشی      | محسن چاوشی    | ۱۳۹۸ | -                                              | ورژن ترنس |
| بندباز                 | حسین صفا          | محسن چاوشی      | David Orbel   | ۱۳۹۸ | -                                              | - |
| بحر تفکر               | سعدی              | محسن چاوشی      | محسن چاوشی    | ۱۳۹۸ | -                                              | نسخه اتود ترک من ندانستم از آلبوم بی نام |

## تک‌آهنگ‌های رسمی
| نام ترانه             | ترانه‌سرا           | آهنگساز            | تنظیم‌کننده    | سال  | همخوان                             | نکات                                                            |
| --------------------- | ------------------ | ------------------ | ------------- | ---- | ---------------------------------- | --------------------------------------------------------------- |
| ظهر عطش               | محمدرضا آقاسی      | محسن چاوشی         | محسن چاوشی    | ۱۳۸۸ | -                                  | قطعهٔ سوم آلبوم مذهبی سلام آقا                                   |
| غدیر خون              | امیر ارجینی        | محسن چاوشی         | محسن چاوشی    | ۱۳۸۸ | -                                  | قطعهٔ هشتم آلبوم مذهبی سلام آقا                                  |
| کاشکی                 | امیر ارجینی        | محسن چاوشی         | شهاب اکبری    | ۱۳۸۹ | -                                  | قطعهٔ سوم آلبوم مذهبی هشت                                        |
| نخلای بی‌سر            | محسن چاوشی         | محسن چاوشی         | محسن چاوشی    | ۱۳۸۹ | -                                  | -                                                               |
| ها                    | حسین صفا           | محسن چاوشی         | کوشان حداد    | ۱۳۹۰ | -                                  | قطعهٔ اول آلبوم گروهی خاص                                        |
| دیوار بی‌در            | حسین صفا           | محسن چاوشی         | محسن چاوشی    | ۱۳۹۰ | -                                  | به مناسبت تولد محسن چاوشی                                       |
| دلتنگ                 | حسین صفا           | محسن چاوشی         | محسن چاوشی    | ۱۳۹۰ | -                                  | به مناسبت شب یلدا                                               |
| سلام به صلح           | حسین صفا           | محسن چاوشی         | محسن چاوشی    | ۱۳۹۰ | -                                  | قطعه دوم آلبوم مناسبتی دلصدا                                    |
| لباس نو               | حسین صفا           | محسن چاوشی         | محسن چاوشی    | ۱۳۹۰ | -                                  | به مناسبت نوروز ۱۳۹۱                                            |
| مام وطن               | امیر ارجینی        | محسن چاوشی         | محسن چاوشی    | ۱۳۹۱ | -                                  | به مناسبت سالروز آزادسازی خرمشهر                                |
| مترو                  | محسن چاوشی         | محسن چاوشی         | اشکان دباغ    | ۱۳۹۱ | -                                  | به مناسبت تولد محسن چاوشی                                       |
| ماهی سیاه کوچولو      | حسین صفا           | محسن چاوشی         | امیر جمال فرد | ۱۳۹۱ | سینا حجازی/ ایمان قیاسی / حسین صفا | در سوگ زلزله آذربایجان                                          |
| زندگی                 | حسین صفا           | محسن چاوشی         | محسن چاوشی    | ۱۳۹۱ | -                                  | تیتراژ برنامه زندگی+تحصیلات عالی شبکه سه سیما                   |
| واسه آبروی مردمت بجنگ | روزبه بمانی        | محسن چاوشی         | محسن چاوشی    | ۱۳۹۱ | فرزاد فرزین                        | تیتراژ برنامهٔ پشت صحنه شبکه سه سیما                             |
| خلیج ایرانی           | سینا حجازی         | محسن چاوشی         | محسن چاوشی    | ۱۳۹۲ | سینا حجازی                         | -                                                               |
| برقص آ                | مولانا             | محسن چاوشی         | محسن چاوشی    | ۱۳۹۲ | -                                  | -                                                               |
| دوسِت داشتم            | حسین صفا           | محسن چاوشی         | محسن چاوشی    | ۱۳۹۲ | -                                  | معرفی آلبوم جدید                                                |
| همسایه                | حسین صفا           | محسن چاوشی         | محسن چاوشی    | ۱۳۹۲ | -                                  | -                                                               |
| بید بی‌مجنون           | حسین صفا           | محسن چاوشی         | بهنود فدوی    | ۱۳۹۲ | -                                  | تیتراژ پایانی فیلم سینمایی لامپ ۱۰۰                             |
| چشمهٔ طوسی             | حسین صفا           | محسن چاوشی         | محسن چاوشی    | ۱۳۹۳ | -                                  | -                                                               |
| تنهاترین              | حسین صفا           | محسن چاوشی         | محسن چاوشی    | ۱۳۹۳ | -                                  | به مناسبت شب‌های قدر                                             |
| این بود زندگی         | حسین پناهی         | محسن چاوشی         | محسن چاوشی    | ۱۳۹۳ | -                                  | به مناسبت سالروز مرگ حسین پناهی                                 |
| میگه دوسم نداره       | حسین صفا           | محسن چاوشی         | محسن چاوشی    | ۱۳۹۳ | -                                  | سرآلبومی آلبوم گروهی من و ما                                    |
| مینا                  | فولکوریک           | محسن چاوشی         | محسن چاوشی    | ۱۳۹۴ | سینا سرلک                          | -                                                               |
| مادر                  | حسین صفا           | محسن چاوشی         | بهروز صفاریان | ۱۳۹۴ | -                                  | تیتراژ برنامه ماه بانو شبکه سه سیما                             |
| بی‌قرار                | روزبه بمانی        | محسن چاوشی         | بهروز صفاریان | ۱۳۹۴ | -                                  | در وصف شهدای گمنام                                              |
| همخواب                | وحشی بافقی         | محسن چاوشی         | بهروز صفاریان | ۱۳۹۴ | -                                  | سریال شبکه نمایش خانگی شهرزاد                                   |
| به رسم یادگار         | حسین صفا           | محسن چاوشی         | بهروز صفاریان | ۱۳۹۴ | -                                  | سریال شبکه نمایش خانگی شهرزاد                                   |
| کجایی                 | محسن چاوشی         | محسن چاوشی         | بهروز صفاریان | ۱۳۹۴ | سینا سرلک                          | سریال شبکه نمایش خانگی شهرزاد                                   |
| شهرزاد                | حسین صفا           | محسن چاوشی         | بهروز صفاریان | ۱۳۹۴ | -                                  | سریال شبکه نمایش خانگی شهرزاد                                   |
| قلاش                  | مولانا             | محسن چاوشی         | محسن چاوشی    | ۱۳۹۴ | -                                  | -                                                               |
| افسار                 | پریناز جهانگیر عصر | محسن چاوشی         | محسن چاوشی    | ۱۳۹۴ | سینا سرلک                          | سریال شبکه نمایش خانگی شهرزاد                                   |
| ماه پیشونی            | محسن بوالحسنی      | محسن چاوشی         | محسن چاوشی    | ۱۳۹۴ | -                                  | سریال شبکه نمایش خانگی شهرزاد                                   |
| خداحافظی تلخ          | فاضل نظری          | محسن چاوشی         | محسن چاوشی    | ۱۳۹۵ | -                                  | سریال شبکه نمایش خانگی شهرزاد                                   |
| دیوونه                | پدرام پاریزی       | محسن چاوشی         | محسن چاوشی    | ۱۳۹۵ | -                                  | سریال شبکه نمایش خانگی شهرزاد                                   |
| پسرم                  | محسن چاوشی         | محسن چاوشی         | محسن چاوشی    | ۱۳۹۵ | -                                  | به مناسبت حلول ماه رمضان                                        |
| دل‌خون                 | حسین صفا           | محسن چاوشی         | شهاب اکبری    | ۱۳۹۵ | -                                  | به مناسبت اربعین حسینی                                          |
| زندان                 | مولانا             | محسن چاوشی         | محسن چاوشی    | ۱۳۹۵ | -                                  | تولید شده برای برنامه خندوانه                                   |
| گلدون                 | حسین صفا           | محسن چاوشی         | شهاب اکبری    | ۱۳۹۵ | -                                  | برای آزادی محکوم به اعدام                                       |
| فندک تب‌دار            | محسن چاوشی         | محسن چاوشی         | شهاب اکبری    | ۱۳۹۶ | سینا سرلک                          | سریال شبکه نمایش خانگی شهرزاد ۲                                 |
| بیست هزار آرزو        | مولانا             | محسن چاوشی         | محسن چاوشی    | ۱۳۹۶ | -                                  | در حمایت از حسن روحانی در انتخابات ۹۶                           |
| ای دریغا              | حسین صفا           | محسن چاوشی         | شهاب اکبری    | ۱۳۹۶ | سینا سرلک                          | تیتراژ فصل دوم سریال شبکه نمایش خانگی شهرزاد                    |
| هوام دوباره پَسه       | حسین صفا           | محسن چاوشی         | شهاب اکبری    | ۱۳۹۶ | -                                  | سریال شبکه نمایش خانگی شهرزاد ۲                                 |
| کاش ندیده بودمت       | حسین صفا           | محسن چاوشی         | محسن چاوشی    | ۱۳۹۶ | -                                  | سریال شبکه نمایش خانگی شهرزاد ۲                                 |
| مریض حالی             | حسین صفا           | محسن چاوشی         | شهاب اکبری    | ۱۳۹۶ | -                                  | تیتراژ پایانی سریال تلویزیونی سایه‌بان                           |
| عمو زنجیر باف         | حسین پناهی         | محسن چاوشی         | محسن چاوشی    | ۱۳۹۶ | -                                  | -                                                               |
| جمعه                  | محسن چاوشی         | محسن چاوشی         | شهاب اکبری    | ۱۳۹۶ | علی چراغی                          | سریال شبکه نمایش خانگی شهرزاد ۳                                 |
| دلبر                  | محسن چاوشی         | محسن چاوشی         | .             | ۱۳۹۷ | -                                  | منسوب به نظامی گنجوی - تیزر تبلیغاتی فیلم مصادره                |
| دل ای دل              | باباطاهر           | محسن چاوشی         | شهاب اکبری    | ۱۳۹۷ | سینا سرلک                          | سریال شبکه نمایش خانگی شهرزاد ۳                                 |
| خوزستان               | حسین صفا           | محسن چاوشی         | محسن چاوشی    | ۱۳۹۷ | -                                  | به مناسبت سال‌روز فتح خرمشهر                                     |
| چه شد                 | شهریار             | محسن چاوشی         | شهاب اکبری    | ۱۳۹۷ | محمد جاسمی                         | تیتراژ پایانی سریال تلویزیونی بانوی عمارت                       |
| ملکا                  | سنایی غزنوی        | محسن چاوشی         | محسن چاوشی    | ۱۳۹۷ | علی چراغی                          | تیتراژ برنامهٔ دلصدا، ویژهٔ نوروز ۹۸ از شبکهٔ پنج                  |
| حلالم کن              | فریبا صفری‌نژاد     | محسن چاوشی         | محسن چاوشی    | ۱۳۹۷ | -                                  | تیتراژ فیلم سینمایی ژن خوک                                      |
| ناوک                  | حافظ               | محسن چاوشی         | محسن چاوشی    | ۱۳۹۷ | -                                  | ویژه برنامهٔ تحویل سال ۹۸ از شبکه پنج                            |
| جورچین                | حسین صفا           | محسن چاوشی         | محسن چاوشی    | ۱۳۹۷ | -                                  | تیتراژ مجموعهٔ تلویزیونی دل‌دار                                   |
| شبی که ماه کامل شد    | حسین صفا           | محسن چاوشی         | محسن چاوشی    | ۱۳۹۸ | -                                  | موزیک ویدیوی فیلم سینمایی شبی که ماه کامل شد                    |
| شرح الف               | محسن چاوشی         | محسن چاوشی         | محسن چاوشی    | ۱۳۹۹ | -                                  | ویژهٔ نوروز ۹۹ و به سفارش شهرداری تهران                          |
| او                    | محسن چاوشی         | محسن چاوشی         | محسن چاوشی    | ۱۳۹۹ | -                                  | به‌مناسبت نیمه شعبان در وصف مهدی موعود                           |
| ضمیر خودسر            | محسن چاوشی         | محسن چاوشی         | محسن چاوشی    | ۱۳۹۹ | -                                  | تیتراژ آغازین برنامه رمضانی مثل ماه                             |
| طاق ثریّا              | محسن چاوشی         | محسن چاوشی         | محسن چاوشی    | ۱۳۹۹ | -                                  | تیتراژ برنامه رمضانی مثل ماه                                    |
| شدت میدان             | محسن چاوشی         | محسن چاوشی         | محسن چاوشی    | ۱۳۹۹ | -                                  | به مناسبت عید سعید فطر و در وصف مهدی موعود                      |
| هم‌گناه                | فولک               | محسن چاوشی         | شهاب اکبری    | ۱۳۹۹ | -                                  | موزیک ویدئوی سریال شبکه نمایش خانگی هم گناه، به سفارش فیلیمو    |
| علی                   | محسن چاوشی         | محسن چاوشی         | امیر جمال‌فرد  | ۱۳۹۹ | -                                  | به مناسبت عید سعید غدیر خم                                      |
| حسین                  | محسن چاوشی         | محسن چاوشی         | محسن چاوشی    | ۱۳۹۹ | -                                  | تیتراژ پایانی ویژه برنامهٔ محرم فریدا، پخش از فیلیمو             |
| عبّاس                  | محسن چاوشی         | محسن چاوشی         | امیر جمال‌فرد  | ۱۳۹۹ | -                                  | تیتراژ ویژه برنامهٔ فریدا به مناسبت تاسوعای حسینی، پخش از فیلیمو |
| گندم‌گون               | محسن چاوشی         | محسن چاوشی         | اشکان عرب     | ۱۳۹۹ | -                                  | -                                                               |
| سال بی‌بهار            | پدرام پاریزی       | محسن چاوشی         | اشکان عرب     | ۱۳۹۹ | -                                  | -                                                               |
| اسدالله               | محسن چاوشی         | محسن چاوشی         | اشکان عرب     | ۱۴۰۰ | -                                  | به مناسبت عید سعید غدیر خم                                      |
| ماهی کنار رود         | پدرام پاریزی       | محسن چاوشی         | اشکان عرب     | ۱۴۰۰ | -                                  | -                                                               |
| کجا بودی              | حسین غیاثی         | محسن چاوشی         | اشکان عرب     | ۱۴۰۰ | -                                  | تیتراژ ابتدایی سریال نمایش خانگی خسوف                           |
| باب دلمی              | پدرام پاریزی       | محسن چاوشی         | اشکان عرب     | ۱۴۰۰ | -                                  | تیتراژ پایانی سریال نمایش خانگی خسوف                            |
| عدل موثق              | امید روزبه         | محسن چاوشی         | اشکان عرب     | ۱۴۰۱ | -                                  | ویژه شب قدر رمضان ۱۴۴۳                                          |
| قشنگ من               | حسین صفا           | محسن چاوشی         | اشکان عرب     | ۱۴۰۱ | -                                  | تیتراژ سریال نمایش خانگی آمستردام                               |
| پستچی                 | امید روزبه         | محسن چاوشی         | اشکان عرب     | ۱۴۰۱ | -                                  | تیتراژ سریال نمایش خانگی عقرب عاشق                              |
| یاد چشم تو می‌افتم     | علی‌اکبر یاغی‌تبار   | محسن چاوشی         | رضا فؤادیان   | ۱۴۰۱ | -                                  | تیتراژ سریال نمایش خانگی عقرب عاشق                              |
| به خدا                | شیخ بهایی          | محسن چاوشی         | رضا فؤادیان   | ۱۴۰۱ | -                                  | هدیه به هواداران به مناسبت آزادی زندانیان                       |
| رهایم کن              | امید روزبه         | محسن چاوشی         | اشکان عرب     | ۱۴۰۲ | -                                  | برای سریال نمایش خانگی رهایم کن                                 |
| من باید می‌رفتم        | امید روزبه         | محسن چاوشی         | اشکان عرب     | ۱۴۰۲ | -                                  | برای سریال نمایش خانگی رهایم کن                                 |
| آوازِ خون              | امید روزبه         | بر اساس نوحه قدیمی | رضا فؤادیان   | ۱۴۰۲ | -                                  | به مناسبت ماه محرم                                              |
| زخم کاری              | علی اکبر یاغی‌تبار  | محسن چاوشی         | رضا فؤادیان   | ۱۴۰۲ | -                                  | برای فصل دوم سریال نمایش خانگی زخم کاری                         |
| تلو                   | امید روزبه         | محسن چاوشی         | رضا فؤادیان   | ۱۴۰۲ | -                                  | برای فصل دوم سریال نمایش خانگی زخم کاری                         |
| یه پاییز              | امید روزبه         | محسن چاوشی         | رضا فؤادیان   | ۱۴۰۲ | -                                  | -                                                               |
| ذره بین               | کاظم بهمنی         | محسن چاوشی         | رضا فؤادیان   | ۱۴۰۲ | -                                  | قدردانی برای آزادی زندانیان مالی                                |
| کوچه‌ی آخر             | حسین صفا           | محسن چاوشی         | اشکان عرب     | ۱۴۰۲ | -                                  | بازخوانی قطعه‌ی قدیمی شادابی از آلبوم لنگه کفش                   |
| بی‌بدن                 | امید روزبه         | محسن چاوشی         | رضا فوادیان   | ۱۴۰۲ | -                                  | برای فیلم سینمایی بی‌بدن                                         |
| جهان لاغر             | محسن بوالحسنی      | محسن چاوشی         | محسن چاوشی    | ۱۴۰۳ | -                                  | -                                                               |
| تکیه کوچیک            | امید روزبه         | محسن چاوشی         | رضا فوادیان   | ۱۴۰۳ | -                                  | به مناسبت ماه محرم                                              |
| همین مونده بود        | امید روزبه         | محسن چاوشی         | فرشاد حسامی   | ۱۴۰۳ | -                                  | -                                                               |
| ساعت دیواری           | امید روزبه         | محسن چاوشی         | اشکان عرب     | ۱۴۰۳ | -                                  | برای سریال نمایش خانگی آبان                                     |
| کولی                  | کاظم بهمنی         | محسن چاوشی         | رضا فوادیان   | ۱۴۰۳ | -                                  | برای سریال نمایش خانگی آبان                                     |
| زندان‌بان              | حسین صفا           | محسن چاوشی         | اشکان عرب     | ۱۴۰۴ | -                                  | برای سریال نمایش خانگی آبان                                     |
| بعد از تو             | امید روزبه         | محسن چاوشی         | رضا فوادیان   | ۱۴۰۴ | -                                  | برای سریال نمایش خانگی آبان                                     |
| علاج                  | کاظم بهمنی         | محسن چاوشی         | محسن چاوشی    | ۱۴۰۴ | -                                  | در واکنش به حملات اسرائیل به ایران در جنگ ۱۲ روزه               |
| نفس                   | کاظم بهمنی         | محسن چاوشی         | عادل روح‌نواز  | ۱۴۰۴ | -                                  | -                                                               |

## آهنگسازی برای دیگران
| نام ترانه | ترانه‌سرا | آهنگساز    | تنظیم‌کننده | سال  | خواننده     | نکات          |
| --------- | -------- | ---------- | ---------- | ---- | ----------- | ------------- |
| دریا      | حسین صفا | محسن چاوشی | محسن چاوشی | ۱۳۹۳ | ایمان قیاسی | آلبوم من و ما |